# Tribù riconosciute in India

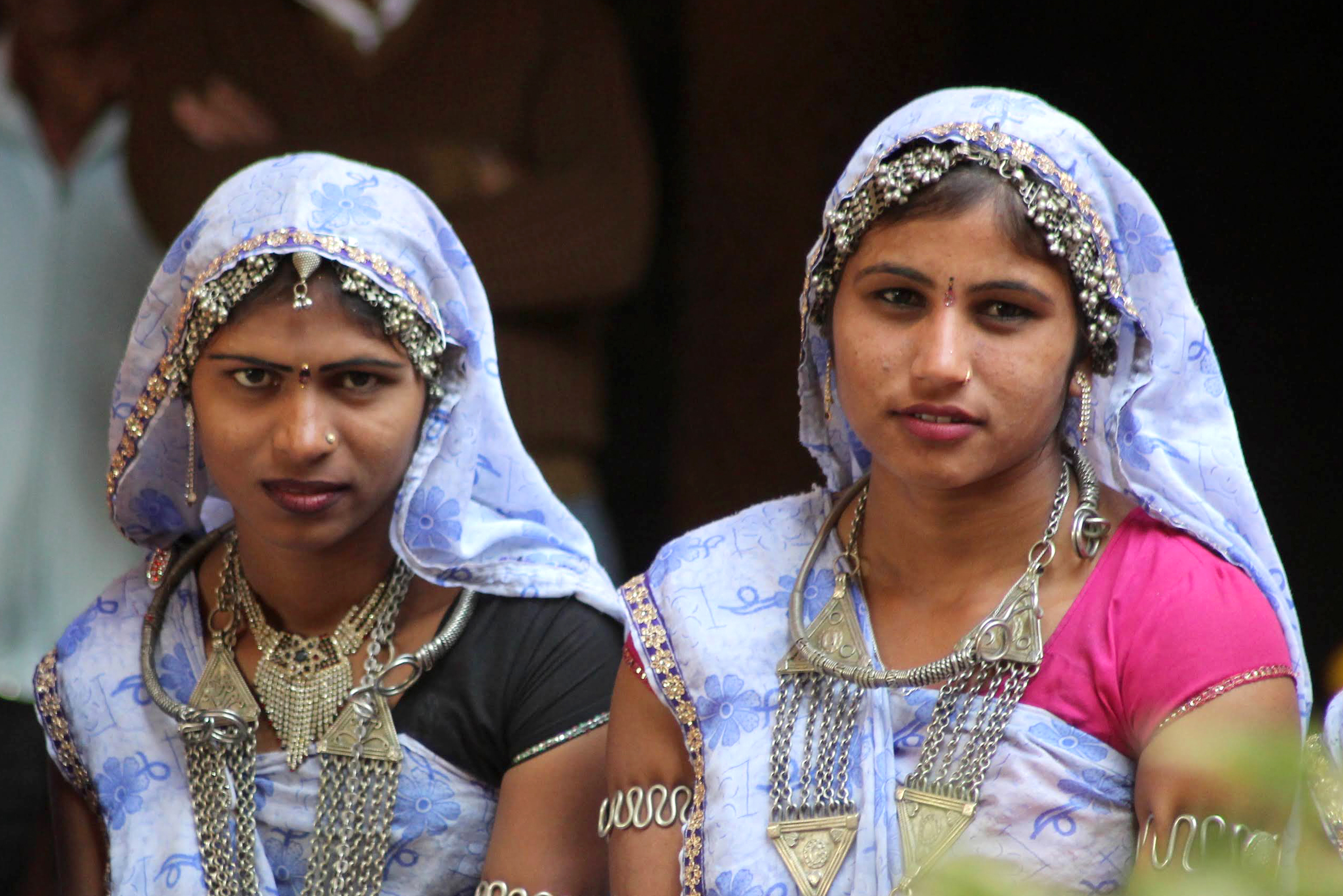
Tribù del Madhya Pradesh

Le tribù riconosciute dall'India (tribù definite in lingua inglese "Scheduled Tribes" con cui la repubblica indiana fa riferimento ai popoli indigeni il cui status è riconosciuto dalla legislazione, informalmente vengono chiamate anche Upajati) sono tutte le tribù che vivono sul territorio indiano e sono riconosciute dalla Costituzione della repubblica indiana; sono in totale 645.

Percent of scheduled tribes in India by tehsils by census 2011